# Slavníč
Slavníč (německy Slawnitsch) je obec v okrese Havlíčkův Brod v Kraji Vysočina. Žije zde 71 obyvatel.

## Historie
První písemná zmínka o obci pochází z roku 1226.

## Obyvatelstvo
| Rok            | 1869 | 1880 | 1890 | 1900 | 1910 | 1921 | 1930 | 1950 | 1961 | 1970 | 1980 | 1991 | 2001 | 2011 | 2021 |
| -------------- | ---- | ---- | ---- | ---- | ---- | ---- | ---- | ---- | ---- | ---- | ---- | ---- | ---- | ---- | ---- |
| Počet obyvatel | 269  | 286  | 255  | 250  | 205  | 204  | 215  | 158  | 118  | 88   | 62   | 53   | 40   | 60   | 67   |
| Počet domů     | 43   | 44   | 48   | 51   | 41   | 38   | 45   | 44   | 36   | 32   | 27   | 40   | 42   | 44   | 45   |

## Obecní správa
V letech 1850–1880 Slavníč patřil jako osada obce k Pavlovu u Herálce v okrese Německý Brod. V letech 1890–1974 byl obcí v okrese Německý Brod (1890–1900), poté v okrese Humpolec (1910–1950) a později v okrese Havlíčkův Brod. Od 1. července 1974 do 23. listopadu 1990 patřil jako část obce k Herálci a od 24. listopadu 1990 je opět samostatnou obcí.

## Doprava
Územím obce prochází dálnice D1 a silnice III. třídy:
- III/3483 Herálec - Slavníč - Velešov
- III/3484 Herálec - Skorkov

## Pamětihodnosti
- Venkovská usedlost čp. 14

## Osobnosti
- Antonín Tomíček